# شمال لامبيث (محطة مترو أنفاق لندن)
شمال لامبيث (بالإنجليزية: Lambeth North)‏ هي إحدى محطات مترو أنفاق لندن. تقع على خط بيكرلو أفتتحت في المنطقة (Zone) رقم 1 أفتتحت في 10 مارس 1906. 